# 素戔嗚神社 (平群町久安寺)
素戔嗚神社（すさのおじんじゃ）は、奈良県生駒郡平群町久安寺に鎮座する神社。旧社格は、村社。

## 概要
久安寺の集落入口に面したバンジャ川の谷向うの小さな森の中に鎮座する。
石段を登ると、石鳥居のすぐ近くに天保六年九月吉日とある石燈籠がある。長屋門は、切妻造瓦葺で、広庭の正面に文化元年九月吉日とある石燈籠前に、割拝殿がある。正面の文化二年丑五月吉日とある石燈籠のすぐ前に、本殿がある。
祭神は、素戔嗚命。
すぐ左隣りの境内社は、祭神、天児屋根命。右側の境内社は、八王子社であるが、祭神不詳。
拝殿の左側にある長生院（元薬師堂）には、不動明王などを祀っている。
慶長七年在銘の、鰐口がある。
毎年十二月には、勧請縄が結われ、鳥居前に掛けられる。